# Leao Butrón
Leao Butrón Gotuzzo est un footballeur international péruvien, né le 6 mars 1977 à Lima au Pérou. Il évoluait au poste de gardien de but.

## Biographie

### Carrière en club
Butrón effectue toute sa carrière au Pérou. Il débute en 1re division, le 17 mai 1997, au sein du Sporting Cristal face au FBC Melgar. Disposant de peu de temps de jeu, il quitte le Sporting Cristal et a l'occasion de jouer pour certains clubs de province dont l'Alianza Atlético (2002-2003) ou le FBC Melgar (2013-2014). Mais c'est dans des clubs de la capitale qu'il s'y distingue : à l'Universidad San Martín de Porres, de 2006 à 2012, où il remporte trois championnats puis à l'Alianza Lima, en deux étapes (2003-2005 et depuis 2015), où il est encore sacré à trois reprises (voir palmarès).
Le 10 mars 2019, avec 641 rencontres disputées, il devient le recordman de matchs joués en 1re division péruvienne, dépassant d'une unité le précédent record de l'attaquant argentin Sergio Ibarra.
En 2020, il annonce qu'il jouerait sa dernière saison au sein de l'Alianza Lima, club où il met fin à sa carrière professionnelle.

### Carrière en équipe nationale
Avec l'équipe du Pérou, il joue 39 matchs entre 2001 et 2012 et dispute notamment les qualifications pour les Coupes du monde de 2006 (1 match) et 2010 (15 matchs). 
Présent dans le groupe de sélectionnés lors de plusieurs Copa América, il n'est réellement titulaire qu'à l'occasion de l'édition 2007 du tournoi continental sud-américain où il joue les quatre rencontres de sa sélection qui se hisse jusqu'aux quarts-de-finale.

## Palmarès

### En club
| Sporting Cristal - Championnat du Pérou (2) : - Champion : 1995, et 1996,. - Vice-champion : 1997, 1998 et 2000. - Copa Libertadores : - Finaliste : 1997. |  | Alianza Lima - Championnat du Pérou (3) : - Champion : 2003, 2004 et 2017. - Vice-champion : 2018 et 2019. |  | Universidad San Martín - Championnat du Pérou (3) : - Champion : 2007, 2008 et 2010. |

### En sélection
Pérou
- Copa América :
  - Troisième : 2011.

### Distinctions personnelles
- Recordman du nombre d'apparitions en championnat du Pérou (661 matchs).